# Andreas Hartmann (Nordischer Kombinierer)
Andreas «Andy» Hartmann (* 29. Januar 1980 in Cham) ist ein ehemaliger Schweizer Nordischer Kombinierer.

## Werdegang
Hartmann, der für den SC Alpina in St. Moritz startete, gab sein internationales Debüt im B-Weltcup der Nordischen Kombination im Februar 1997. Dabei landete er in Lake Placid auf Anhieb auf dem zweiten Rang. Bei der folgenden Nordischen Junioren-Weltmeisterschaft 1997 in Canmore gewann Hartmann im Gundersen-Einzel von der Normalschanze die Silbermedaille. Vier Wochen später am 15. März 1997 gab er sein Debüt im Weltcup der Nordischen Kombination. In Oslo erreichte er mit Rang drei seinen ersten und einzigen Podestplatz in seiner Karriere. In Štrbské Pleso lief er als 14. erneut in die Weltcup-Punkte.
Anfang Februar 1998 wurde Hartmann in Langenbruck erstmals Schweizer Meister. Er reiste daraufhin zu den Olympischen Winterspielen 1998 in Nagano als Teammitglied und kam im Einzel auf den 28. Platz. Im Teamwettbewerb erreichte er mit dem Schweizer Team den siebenten Platz. Bei der Nordischen Junioren-Weltmeisterschaft 1998 in St. Moritz gewann er mit der Mannschaft Bronze im Teamwettkampf. Im März 1998 kam Hartmann erneut im Weltcup zum Einsatz und erreichte in Lahti und Oslo die Plätze zwölf und acht.
Mit der Saison 1998/99 bestritt er ab November des gleichen Jahres erstmals eine komplette Saison. Bis Mitte Dezember überzeugte Hartmann mit guten Top-10-Platzierungen. Erst in Steamboat Springs verpasste er als 13. erstmals wieder ein einstelliges Ergebnis. Kurz vor dem Jahreswechsel kam er in Oberwiesenthal jedoch wieder als Vierter ins Ziel. Bei der Nordischen Junioren-Weltmeisterschaft 1999 in Saalfelden am Steinernen Meer gewann er Bronze im Einzel-Gundersen-Wettbewerb und Silber mit der Mannschaft. Knapp drei Wochen später stand er bei der Nordischen Skiweltmeisterschaft 1999 in Ramsau am Dachstein im Mannschaftskader für den Teamwettbewerb und erreichte mit Urs Kunz, Marco Zarucchi und Ivan Rieder am Ende Rang neun.
In der Folge musste Hartmann mit einem deutlichen Leistungstief kämpfen und verpasste in der Saison 1999/2000 in einigen Weltcups gar die Punkteränge. Lediglich in den Mannschaftswettbewerben erreichte er einstellige Platzierungen. Bei der Nordischen Skiweltmeisterschaft 2001 in Lahti belegte er am Ende Rang 24 im Einzelwettbewerb. Mit der Mannschaft erreichte er den zehnten Platz. Zum Saisonende gelang ihm nach mehr als zwei Jahren in Oslo wieder ein Platz unter den besten zehn. Bei den Schweizer Meisterschaften in St. Moritz gewann Hartmann vor Ronny Heer und Andreas Hurschler seinen zweiten nationalen Titel. Nachdem er auch in den folgenden Winter 2001/02 wieder schwach startete, ging er im Dezember zurück in den B-Kader und startete bis Mitte Januar im B-Weltcup. Dabei gelangen ihm in Baiersbronn und auch zuvor bereits in Klingenthal zwei dritte Plätze.
Bei den Olympischen Winterspielen 2002 in Salt Lake City erreichte Hartmann den neunten Rang im Gundersen-Einzel und den siebenten Rang im Sprint. Im Mannschaftswettbewerb kam er nicht zum Einsatz. Zum Saisonende verpasste er in Lahti und Oslo als 11. und 12. jeweils nur knapp die Top 10. Bei den Schweizer Meisterschaften 2002 im französischen Les Tuffes sicherte er sich seinen dritten nationalen Kombinierer-Einzeltitel.
Im Sommer startete Hartmann erstmals beim Sommer-Grand-Prix, blieb aber in Winterberg und Klingenthal ohne grossen Erfolg. Bei den Nordischen Skiweltmeisterschaften 2003 im Val di Fiemme kam Hartmann im Gundersen-Einzel im Einzelwettbewerb als 30. ins Ziel. Im Teamwettbewerb kam er mit der Mannschaft auf den achten Platz. In der Folge verblieb er im B-Weltcup, wobei er in Taivalkoski und Rovaniemi drei sehr gute zweite Plätze erreichte.
Im Dezember 2003 kam Hartmann noch einmal für ein Jahr in den Weltcup. Bis Dezember 2004 gelangen ihm vor allem in den Sprintrennen noch einmal gute Top-20-Platzierungen. Bei den Schweizer Meisterschaften in der Nordischen Kombination 2004 im deutschen Hinterzarten erreichte er den fünften Rang. Nach weiteren Rennen im B-Weltcup beendete er mit dem Start beim Sommer-Grand-Prix 2005 seine aktive Kombinierer-Laufbahn.

## Statistik

### Platzierungen bei Olympischen Winterspielen
| Jahr und Ort        | Wettbewerb | Wettbewerb | Wettbewerb |
| Jahr und Ort        | Gundersen  | Sprint     | Team       |
| ------------------- | ---------- | ---------- | ---------- |
| 1998 Nagano         | 28.        | –          | 07.        |
| 2002 Salt Lake City | 09.        | 08.        | –          |

### Platzierungen bei Weltmeisterschaften
| Jahr und Ort   | Wettbewerb | Wettbewerb | Wettbewerb |
| Jahr und Ort   | Gundersen  | Sprint     | Team       |
| -------------- | ---------- | ---------- | ---------- |
| 1999 Ramsau    | –          | –          | 09.        |
| 2001 Lahti     | 24.        | –          | 10.        |
| 2003 Pragelato | 30.        | –          | 08.        |

### Weltcup-Statistik
Die Tabelle zeigt die erreichten Platzierungen im Einzelnen.
- Platz 1.–3.: Anzahl der Podiumsplatzierungen
- Top 10: Anzahl der Platzierungen unter den ersten zehn
- Punkteränge: Anzahl der Platzierungen innerhalb der Punkteränge
- Starts: Anzahl gelaufener Rennen in der jeweiligen Disziplin

| Platzierung         | Einzel a | Sprint | Massenstart | Team   | Team    | Gesamt |
| Platzierung         | Einzel a | Sprint | Massenstart | Sprint | Staffel | Gesamt |
| ------------------- | -------- | ------ | ----------- | ------ | ------- | ------ |
| 1. Platz            |          |        |             |        |         |        |
| 2. Platz            |          |        |             |        |         |        |
| 3. Platz            | 1        |        |             |        |         | 1      |
| Top 10              | 6        | 4      |             |        | 2       | 12     |
| Punkteränge         | 24       | 19     | 4           |        | 2       | 49     |
| Starts              | 35       | 32     | 6           |        | 2       | 75     |
| Stand: Karriereende |          |        |             |        |         |        |